# Go D.J.
Go D.J. è un brano musicale del rapper di New Orleans Lil Wayne, pubblicato come secondo singolo estratto dall'album Tha Carter. Il brano figura la partecipazione di Mannie Fresh.

## Tracce
12" Vinyl Universal Records B0003432-11
Lato A
1. Go D.J. (Clean Version) - 4:42
2. Go D.J. (Main Version) - 4:42

Lato B
1. Go D.J. (Instrumental) - 4:40
2. Go D.J. (T.V. Track) - 4:42
3. Go D.J. (Clean Acapella) - 4:41

## Classifiche
| Classifica (1999/2000)                          | Posizione Più alta |
| ----------------------------------------------- | ------------------ |
| Stati Uniti                                     | 14                 |
| U.S. Billboard Hot R&B/Hip-Hop Singles & Tracks | 4                  |
| U.S. Billboard Hot Rap Tracks                   | 3                  |